# Vải lanh

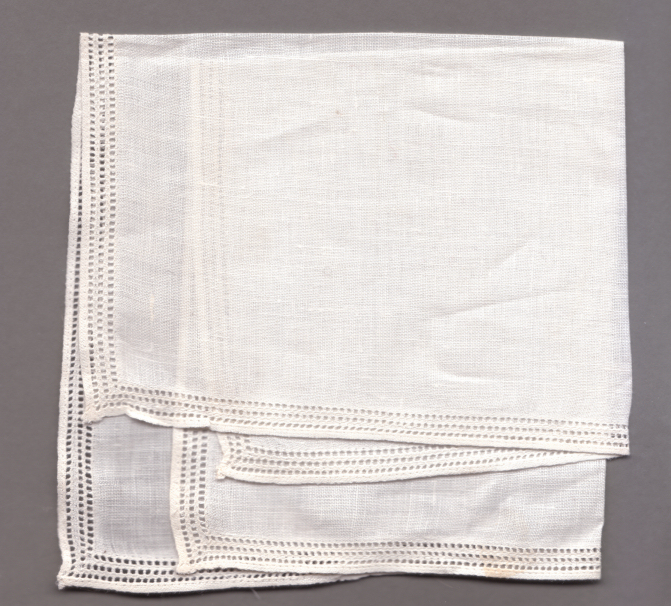
Một chiếc khăn tay bằng vải lanh với các đường rút chỉ quanh viền

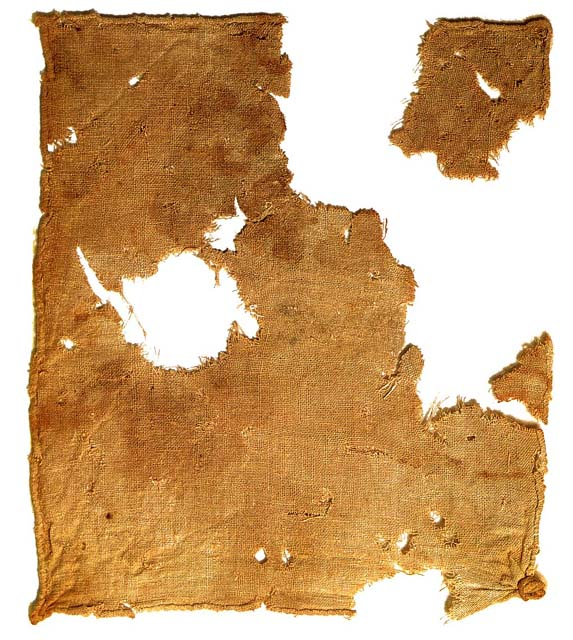
Mảnh vải lanh được phục hồi trong hang Qumran gần Biển Đen.

Vải lanh là một loại vải được làm từ sợi của cây lanh (Linum usitatissimum). Việc sản xuất vải lanh mất nhiều công sức nhưng đây là loại vải rất có giá trị, được ưa chuộng để may quần áo do sự mát mẻ và thoải mái trong thời tiết nóng.
Nhiều sản phẩm được làm từ vải lanh như: tạp dề, túi, khăn tắm, khăn ăn, khăn trải giường, khăn trải bàn, thảm trang trí, vải bọc ghế và quần áo…
Vải lanh là một trong những loại vải lâu đời nhất trên thế giới, bắt nguồn từ hàng ngàn năm trước. Những mẩu rơm, hạt, sợi, chỉ, và nhiều loại vải khác có nguồn gốc từ khoảng năm 8000 trước Công nguyên đã được tìm thấy tại những nơi có người ở quanh các hồ nước ở Thụy Sĩ. Những sợi lanh nhuộm được tìm thấy trong một hang đá thời tiền sử ở Gruzia đã củng cố giả thiết rằng việc sử dụng vải lanh được dệt từ cây lanh dại đã bắt đầu cách đây hơn 30.000 năm.
Vải lanh đôi khi được dùng làm tiền tệ ở Ai Cập cổ đại. Những xác ướp Ai Cập được quấn trong vải lanh bởi vì nó được xem là một biểu tượng của ánh sánh và sự tinh khiết, và cũng để phô trương sự giàu có. Một số loại vải lanh này được dệt bằng cách quay tơ, vào thời đó có chất lượng rất tốt. Nhưng chúng vẫn khá thô so với vải lanh hiện đại. Ngày nay, vải lanh thường khá đắt tiền và chỉ được sản xuất với số lượng tương đối nhỏ. Nó có phần sợi dài hơn so với cotton và các loại vải tự nhiên khác.

## Từ nguyên
Từ "lanh" trong tiếng Việt có nguồn gốc từ tiếng Pháp "lin", từ tiếng Pháp này lại gần gũi với tên Latin của cây lanh là linum  và từ tiếng Hy Lạp là λινόν (linon).
Trong tiếng Anh, từ "linen" có nguồn gốc từ nhóm ngôn ngữ Tây German. Ngoài ra, từ "line", bắt nguồn từ việc sử dụng chỉ lanh để xác định một đường thẳng.

## Lịch sử
Ở vùng Lưỡng Hà cổ đại, cây lanh được trồng để sản xuất vải lanh. Nó được sử dụng bởi những người thuộc tầng lớp giàu có, chẳng hạn như tu sĩ. Ở Ai Cập cổ đại, vải lanh được dùng để ướp xác và làm vải liệm. Nó cũng được dùng làm trang phục hàng
ngày. Khi thời tiết quá nóng, người ta thường mặc trang phục từ vải lanh trắng.
Vải lanh được dùng làm khăn trải bàn, trải giường và trang phục qua nhiều thế kỷ. Giá của vải lanh đắt không chỉ vì khó gia công, mà còn vì bản thân cây lanh khó trồng. Thêm vào đó, chỉ lanh không đàn hồi nên rất khó để dệt mà không làm đứt chỉ. Vì vậy mà việc sản xuất vải lanh khá đắt hơn so với bông vải.
Việc phát hiện vải lanh nhuộm trong một hang động ở có nguồn gốc cách đây 36.000 năm chứng tỏ rằng người cổ đại đã biết sử dụng sợi của cây lanh dại để làm thành các loại vải như vải lanh từ rất sớm.
Khi lăng mộ của pharaoh Ramses II được phát hiện vào năm 1881, phần vải lanh được tìm thấy trong đó vẫn ở trạng thái được bảo quản hoàn hảo sau hơn 3000 năm.
Trong thư viện Belfast, có một xác ướp của "Kaboolie", con gái của một tu sĩ Ammon, mất khoảng 2500 năm trước. Vải lanh của xác ướp này cũng ở trong tình trạng bảo quản hoàn hảo. Khi lăng mộ của Tutankhamen được mở ra, các tấm màn bằng vải lanh vẫn còn nguyên vẹn.

## Ngành công nghiệp vải lanh thời kì đầu

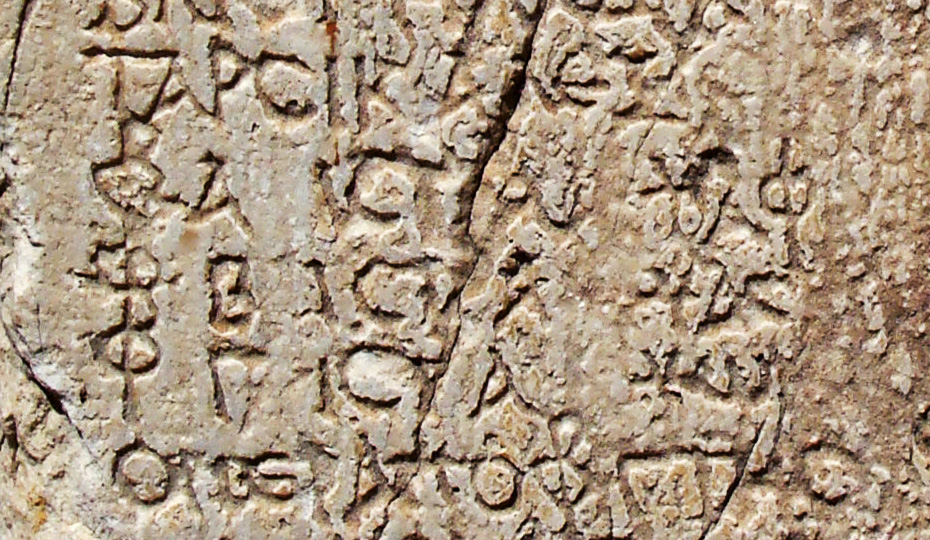
Sắc lệnh của Diocletia về giá của ba loại vải lanh trên khắp đế chế La Mã vào thế kỷ thứ 4

Những ghi chép sớm nhất về ngành công nghiệp vải lanh với hơn 4000 năm tuổi từ Ai Cập. Những văn bản viết tay sớm nhất về ngành công nghiệp vải lanh là trên những phiến đá, được viết bằng ký tự âm tiết Linear B ở Pylos, Hy Lạp, nơi mà vải lanh được mô tả như một dạng chữ tượng hình và được viết là "li-no" (λίνον, linon). Và những người thợ nữ sản xuất vải lanh được gọi là "li-ne-ya" (λίνεια, lineia).
Những người Phoenicia cùng với đoàn thuyền thương nhân của họ, đã bắt đầu các giao dịch thương mại với người dân ở Địa Trung Hải, phát triển các mỏ thiếc ở Cornwall, giới thiệu việc trồng lanh và làm vải lanh ở Ireland trước Công nguyên. Mãi cho đến thế kỷ 12, chúng ta mới tìm được nhưng ghi chép về sự cố gắng hệ thống hóa việc sản xuất lanh.
Khi Sắc lệnh Nantes bị thu hồi vào năm 1685, nhiều người Huguenot trốn khỏi Pháp và định cư tại quần đảo Anh. Và
một trong số họ là Louis Crommelin, người được sinh ra và lớn lên trở thành một người thợ dệt vải lanh tốt ở thị trấn Cambrai. Ông đã trốn sang Ulster, và cuối cùng định cư tại thị trấn nhỏ của Lisburn, cách Belfast khoảng mười dặm. Bản
thân Belfast có lẽ là trung tâm sản xuất vải lanh nổi tiếng nhất trong lịch sử; trong thời kỳ Victoria đa số vải lanh trên thế giới được sản xuất tại thành phố này, do đó mà nó đã có tên là Linenopolis.
Trong Chiến tranh thế giới thứ nhất, Cambrai trở nên nổi tiếng là một trong những trung tâm của cuộc chiến dữ dội nhất. Tên "cambric" có nguồn gốc từ thị trấn này. Mặc dù ngành công nghiệp vải lanh đã được thành lập ở Ulster, Louis Crommelin tìm thấy cơ hội cải thiện ngành dệt, và những nỗ lực của ông đã thành công đến nỗi ông được bổ nhiệm bởi chính quyền để phát triển ngành công
nghiệp này trong một phạm vi rộng lớn hơn nhiều so với Lisburn và xung quanh đó. Kết quả trực tiếp của việc này là sự thành lập Hội đồng quản trị của các nhà sản xuất vải lanh ở Ireland theo luật định vào năm 1711.

## Sợi lanh

### Mô tả
Lanh là một dạng sợi vỏ. Các sợi lanh có chiều dài từ khoảng 25 mm đến 150 mm và đường kính trung bình từ 12 μm đến 16 μm. Có hai loại: sợi xơ ngắn được sử dụng cho các loại vải thô và sợi dài hơn được sử dụng cho các loại vải tốt hơn. Sợi lanh thường có thể được xác định bởi các "nút", mà để tăng sự linh hoạt và kết cấu của vải.
Mặt cắt ngang của sợi lanh được tạo thành hình đa giác không đều, góp phần cho kết cấu thô của vải.

### Tính chất
Vải lanh cho ta cảm giác mát mẻ khi tiếp xúc. Nó rất mịn màng, làm cho vải thành phẩm không có xơ vải, và càng mềm hơn khi 
được giặt. Tuy nhiên, các nếp nhăn liên tục ở cùng một vị trí trong các nếp gấp mạnh sẽ có xu hướng làm đứt các sợi chỉ lanh. Vấn đề này có thể xuất hiện ở cổ áo, viền, và bất kỳ khu vực nào mà bàn ủi làm nhăn trong khi giặt là. Vải lanh có độ đàn hồi kém và không co giãn dễ dàng, giải thích lý do tại sao nó dễ có nếp nhăn.
Các loại vải lanh có độ bóng tự nhiên cao, màu sắc tự nhiên của chúng thay đổi từ màu trắng ngà, màu mộc, nâu vàng hoặc màu xám. Vải lanh trắng tinh được tạo ra bằng cách tẩy trắng mạnh. Vải lanh thường có tính dày và mỏng với một cảm giác xoăn và nhám, nhưng nó cũng có thể thay đổi từ cứng và thô, đến mềm mại và mịn. Khi xử lý đúng cách, vải lanh có khả năng hấp thụ và xả nước nhanh chóng. Nó có thể đạt được độ ẩm lên đến 20% mà không gây cảm giác ẩm ướt.
Vải lanh là một loại vải rất bền và chắc, và là một trong số ít các loại vải mà khi ướt lại chắc hơn khi khô. Các sợi không kéo giãn và có khả năng chịu mài mòn. Tuy nhiên, do các sợi lanh có độ đàn hồi rất thấp, vải lanh sẽ bị đứt nếu nó bị gấp và ủi tại cùng một vị trí một cách liên tục.
Nấm mốc, mồ hôi, và thuốc tẩy cũng có thể làm hỏng vải lanh, nhưng nó có khả năng chống nhậy và bọ thảm. Vải lanh khá dễ sử dụng vì nó chống được bụi và các vết bẩn, không có xơ vải hoặc bị sờn, và có thể giặt khô, giặt máy hay giặt hấp.
Nó có thể chịu được nhiệt độ cao và độ co rút ban đầu vừa phải.
Vải lanh không nên được làm khô
quá mức bằng cách làm khô
xáo trộn, nó dễ được ủi
hơn khi ẩm vì có mô tăng trưởng của cây lanh.
Vải lanh dễ có nếp
gấp, và vì vậy mà một
số trang phục phẳng bằng vải lanh cần được ủi thường xuyên, để duy trì độ mịn hoàn hảo. Tuy
nhiên, xu hướng có nếp
gấp thường được xem là một phần
đặc biệt "quyến rũ", và nhiều trang
phục hiện đại bằng vải lanh được thiết kế để tự khô trong không
khí trên một cái móc tốt và có thể mặc mà không cần phải ủi.
Một đặc điểm thường gắn liền với sợi lanh đương thời là sự hiện diện của "slubs",
là các điểm gút nhỏ xảy ra một cách
ngẫu nhiên dọc theo chiều dài của
nó. Các "slubs"
này từng được
xem là những khiếm khuyết liên quan đến chất lượng thấp. Tuy nhiên nhiều loại vải lanh hiện đại, đặc biệt là trong ngành công nghiệp trang trí nội thất, "slubs"
được thêm vào một
cách chủ ý như là một phần của tính thẩm mỹ của sản
phẩm tự nhiên và không
ảnh hưởng đến tính toàn vẹn của vải, do đó không
được xem là một khiếm khuyết. Loại vải lanh tốt nhất có đường kính sợi chỉ rất phù hợp, và không có "slubs".

## Đo lường
Đơn vị
tiêu chuẩn của một khối chỉ
lanh là "lea", đó là độ dài tính
bằng "yard" (thước Anh) của một pound (cân
Anh) lanh chia cho 300. Ví dụ như một loại
sợi có kích thước là 1
"lea" sẽ cho chiều dài 300 yard mỗi pound. Các loại sợi tốt được sử dụng làm khăn tay
có thể lên đến 40 lea, và cho
40x300 = 12.000
yard chiều dài cứ mỗi pound.
Đây là một chiều dài cụ thể do một phép đo
gián tiếp dựa trên độ mịn
của vải lanh, tức
là số đơn vị chiều dài trên
mỗi đơn vị khối lượng. Ký
hiệu là Nel. Còn đơn vị hệ mét là Nm thường được sử dụng ở châu Âu. Đây
là đơn vị biểu thị chiều dài 1000 m trên mỗi kg.
Ở Trung Quốc, đơn vị trong hệ
thống bông vải kiểu Anh thường được dùng
là NeC. Đây là đơn vị
biểu thị chiều dài 840 yard
trên mỗi pound lanh.

## Phương pháp sản xuất

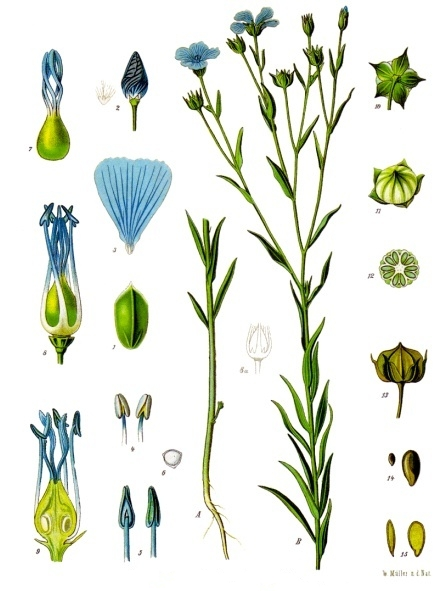
Hình minh họa cây lanh

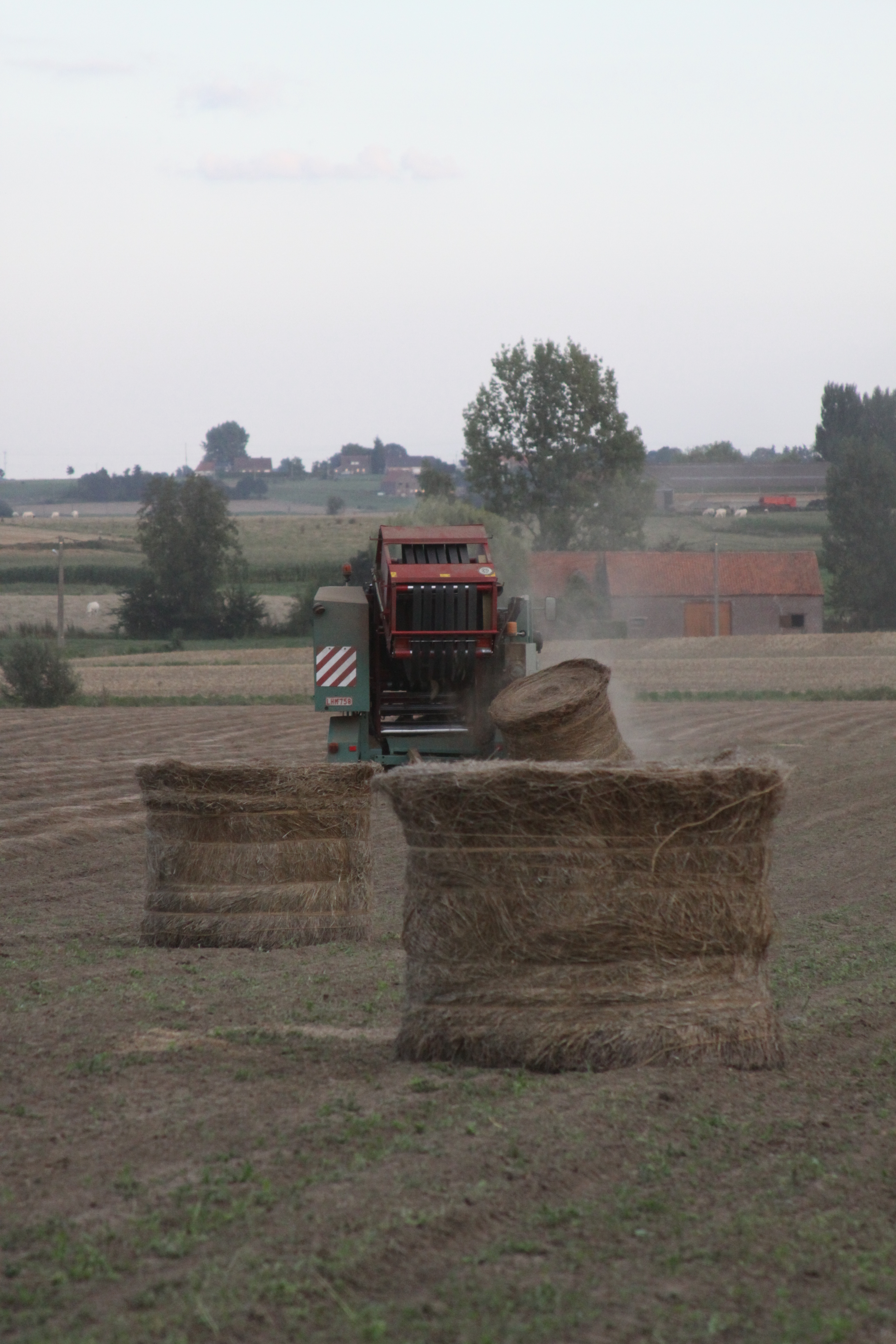
Thu hoạch lanh bằng máy ở Bỉ.

Chất lượng của các sản phẩm bằng vải lanh thành phẩm thường phụ thuộc vào điều kiện trồng và kỹ thuật thu hoạch. Để tạo ra
các sợi dài nhất có thể, lanh được thu hoạch thủ công bằng cách nhổ toàn bộ cây hoặc
thân cây được cắt sát gốc. Sau
khi thu hoạch, những hạt giống được tách ra bằng một quá trình cơ giới hóa được gọi là "gợn
sóng" (rippling) hoặc bằng cách sàng
lọc.
Phần xơ sau đó phải được nới
ra từ thân cây. Việc này được thực hiện bằng cách giầm (retting) thân cây
lanh. Đây là một quá trình
sử dụng vi khuẩn để phân hủy pectin gắn
kết các sợi với nhau. Phương pháp giầm tự nhiên được thực hiện trong bể và bồn
chứa, hoặc trực tiếp ngoài
đồng. Cũng có những phương pháp
giầm bằng hóa chất, tuy nhanh hơn nhưng thường gây hại cho môi
trường và các sợi lanh.
Sau khi giầm, các thân cây
đã sẵn sàng cho công đoạn đập,
diễn ra giữa tháng tám và tháng mười
hai. Công đoạn đập sẽ loại
bỏ các phần gỗ của thân cây bằng cách nghiền chúng giữa hai con lăn
bằng kim loại, do đó các bộ phận
của thân cây có thể được tách ra. Phần xơ sẽ được tách ra còn các
bộ phận khác như hạt lanh, mảnh vụn, và xơ dạng ngắn được dành cho mục đích sử dụng khác. Tiếp
theo các sợi lanh sẽ được
chải. Các sợi lanh
ngắn được tách ra bằng lược, để lại những sợi lanh mềm và dài.
Sau khi các sợi lanh đã được
tách ra và xử lý, chúng
thường được xe thành sợi
hay dệt hoặc đan thành vải. Những loại vải này sau đó có thể được tẩy
trắng, nhuộm, in, hoặc
kết thúc bằng vài phương
pháp xử lý hoặc phủ.
Một phương pháp sản xuất khác được gọi là "bông vải hóa", nhanh hơn và
đòi hỏi ít thiết bị hơn.
Các thân cây lanh được xử lý bằng cách sử dụng máy móc chuyên dùng cho bông vải,
tuy nhiên, các sợi vải thành phẩm
thường mất vẻ đặc trưng bề ngoài của vải lanh.
Lanh được trồng ở nhiều nơi trên
thế giới, nhưng chất
lượng hàng đầu chủ yếu ở Tây Âu.
Trong những năm gần đây việc sản xuất lanh với
lượng lớn đã chuyển sang Đông Âu và Trung Quốc,
nhưng các loại vải chất lượng cao vẫn còn bị giới hạn bởi các nhà
sản xuất ở nhiều nơi khác như Ireland, Ý và Bỉ, và còn ở các nước bao
gồm Ba Lan, Áo, Pháp, Đức,
Thụy Điển, Đan Mạch, Litva, Latvia, Hà Lan, Ý,
Tây Ban Nha, Thụy Sĩ, Anh và Kochi ở Ấn Độ. Vải
lanh chất lượng cao hiện đang
được sản xuất tại Hoa Kỳ cho
thị trường bọc vật dụng.

## Ứng dụng
Trong 30 năm qua, ứng dụng
cho vải lanh đã thay đổi
đáng kể. Khoảng 70% sản lượng vải lanh vào những
năm 1990 là dùng hàng dệt may,
trong khi vào những năm 1970 chỉ có
khoảng 5% được sử dụng cho các loại vải thời trang.
Vải lanh được sử dụng từ giường và phòng
tắm (khăn trải bàn, khăn ăn, khăn trải giường, v.v), các mặt
hàng trang trí nội thất thương
mại (tấm phủ nền / tường, bọc
cho ghế, trang trí cửa sổ, v.v), các mặt hàng may mặc (trang phục, áo quần, váy, áo sơ mi,
v.v), cho đến các sản phẩm
công nghiệp (túi đựng hành lý,
tranh sơn dầu, chỉ khâu,
v.v.). Nó
đã từng là loại chỉ ưa thích dành để thêu tay phần mũ của giày da đanh (giày lười), nhưng nó đã được
thay thế bằng sợi tổng hợp.
Một chiếc khăn tay bằng
vải lanh, được ép và gấp để lộ các góc, là một kiểu trang trí phù hợp với tiêu chuẩn của một người đàn ông ăn mặc bảnh bao trong hầu hết giai đoạn đầu
của thế kỷ 20.
Hiện nay các nhà nghiên cứu đang thử nghiệm một sự kết
hợp bông / lanh để tạo ra một loại chỉ mới mà sẽ cải thiện cảm giác của vải bông chéo trong thời tiết
nóng và ẩm.
Vải lanh là một trong những loại vải nền truyền thống ưa thích dành
cho tranh sơn dầu. Ở Hoa Kỳ bông vải được sử dụng phổ biến
hơn vì giá của vải
lanh đắt gấp
ba lần, chỉ có
các họa sĩ chuyên nghiệp sử dụng. Tuy nhiên ở
châu Âu, vải lanh thường
là loại vải nền duy nhất có trong các cửa hàng nghệ thuật; ở Anh cả hai loại đều có sẵn và bông vải có giá rẻ hơn. Vải lanh được ưa chuộng hơn bông vải vì tính chắc chắn,
độ bền và tính lưu giữ nguyên vẹn.
Trong quá khứ, vải lanh cũng được sử
dụng cho sách (ví dụ duy nhất còn tồn tại
trong số đó là Liber linteus). Do tính
chắc chắn của nó, Vào thời Trung cổ vải lanh
đã được sử dụng làm lá chắn và áo
giáp trong (ngoài ra còn nhiều ứng dung khác,
ví dụ như làm dây cung), giống như trong thời cổ đại nó
đã được sử dụng để làm  một loại áo giáp thân trên, được gọi là "linothorax".
Cũng vì tính chắc chắn khi ướt, vải lanh Ireland là một
loại vải bọc khá rất phổ biến cho gậy chơi bida, do sự hấp thụ mồ hôi từ
bàn tay. Giấy làm
bằng vải lanh có thể rất chắc và cứng, đó là lý do tại sao Hoa
Kỳ và nhiều quốc gia khác in tiền của họ trên
giấy được làm từ 25% vải
lanh và 75% bông.